# بايريدوستيغمين
البايريدوستيغمين هو دواء يستخدم لعلاج مرض الوهن العضلي الوبيل  ، كما ويستخدم إلى جانب دواء الأتروبين لانهاء اثار الأدوية المضادة لأثر العصب العضلي من النوع الغير المستقطب. وعادة ما يعطى عن طريق الفم كما ويمكن اعطاؤه عن طريق الحقن.
يبدأ الدواء في اظهار مفعوله في غضون 45دقيقة ويستمر حتى 6 ساعات.
تشمل الآثار الجانبية الشائعة الغثيان، الاسهال، التبول المتكرر، المغص. وتشمل الآثار الجانبية الشديدة هبوط ضغط الدم، الضعف العام، فرط التحسس.
ومن غير الواضح ما إذا كان الاستخدام أثناء الحمل آمن للجنين.
البايريدوستيغمين يعمل كمثبط لانزيم الأسيتيلكولينستيراز وبالتالي يزيد من مستويات الأسيتيل كولين.

وقد تم تسجيل براءة اختراع البايريدوستيغمين في عام 1945 وأدخل حيز الاستخدام الطبي في عام 1955. كما ووضع على قائمة منظمة الصحة العالمية للأدوية الأساسية، والأدوية الأكثر فعالية وأمانا في نظام الرعاية الصحية.
يتوافر البايريدوستيغمين كدواء عام  ، وتبلغ تكلفة الجملة في البلدان النامية حوالي 7.17 إلى 65.93 دولارا في الشهر. أما في الولايات المتحدة الأميريكية فتكلف حوالي 25 إلى 50 دولارا في الشهر.

البايريدوستيغمين

## الاستخدامات الطبية
يستخدم البايريدوستيغمين لعلاج ضعف العضلات عند مرضى الوهن العضلي الوبيل أو اشكال متلازمة الوهن العضلي الخلقي ومكافحة سمية دواء الكواريفورم.
وافقت وزارة الغذاء والدواء على البايريدوستيغمين للاستخدام الحربي قبل التعرض لغاز الحرب السومان soman (غاز الأعصاب) لزيادة البقاء على قيد الحياة. استخدم بروميد البايريدوستيغمين على وجه الخصوص أثناء حرب الخليج الأولى كسبب في متلازمة حرب الخليج.
يستخدم البايريدوستيغمين أحيانا لعلاج هبوط الضغط الانتصابي (بالإنجليزية: orthostatic hypotension)  وممكن أن يكون ذو فائدة لعلاج اعتلال الأعصاب المحوري المزمن.
كما يجري وصفه بغير الاستخدام المعتاد له لعلاج متلازمة عدم انتظام دقات القلب الموضعي إضافة لوصفه كعلاج للمضاعفات الناجمة عن متلازمة إهلرز - دانلس.

## الآثار الجانبية
الآثار الجانبية الشائعة تشمل:
- التعرق
- الاسهال
- الغثيان
- القيء
- المغص
- زيادة اللعاب المفرز
- زيادة افراز الدموع من العينين
- زيادة افرازات الشعب الهوائية
- تضيق بؤبؤ العين
- احمرار الوجه نتيجة لتوسع الأوعية الدموية
- ضعف الانتصاب

## موانع الاستخدام
يمنع استخدام البايريدوستيغمين بروميد في حالات انسداد الأمعاء أو انسداد المجاري البولية، كما وينبغي استخدامه بحذر في المرضى الذين يعانون من الربو القصبي.

## آلية العمل
البايريدوستيغمين يثبط من عمل انزيم الأسيتيل كولينستيراز المتواجد في منطقة الشق التشابكي، مبطئا من عملية تحلل وتكسر الأسيتيل كولين.
يعتبر البايريدوستيغمين المثبط الكرباميتي الرباعي لانزيم الكولينستيراز الذي لا يعبر حاجز الدم في الدماغ، مضيفا مجموعة الكاربميك إلى 30% من الانزيم المتواجد طرفيا.
انزيم الكولينستيراز المضاف له مجموعة الكاربميك يعود إلى ما كان عليه (بدون مجموعة الكاربميك)في النهاية عبر التحلل الطبيعي مؤديا إلى رجوع مستويات الأسيتيل كولين الزائدة إلى مستواها الطبيعي فيما بعد.
في التشابك العصبي، جهود الفعل تنتقل على طول الأعصاب الحركية إلى النهايات العصبية الطرفية مسببا زيادة تدفق الكالسيوم وإنتاج الأسيتيل كولين.
الأسيتيل كولين ينتشر خلال منطقة الشق التشابكي ليرتبط بمستقبلاته الخاصة الموجودة على غشاء الزر بعد التشابكي؛ متسببا في زيادة دخول الصوديوم ناتجا عنه الاستقطاب. إذا كان الاستقطاب كبيرا بما فيه الكفاية ينتج عنه جهد فعل؛ ولمنع التحفيز المستمر الناتج عن افراز الأسيتيل كولين، يتواجد انزيم الأسيتيل كولين استيراز قريبا من مستقبلات الناقل العصبي الأسيتيل كولين على غشاء الزر بعد التشابكي مسببا تحلل الأسيتيل كولين سريعا.

## الأسماء التجارية
يتوافر البايريدوستيغمين بروميدتحت الاسم التجاري ميستينون Mestinon لصالح شركة Valeant Pharmaceuticals وكما يتوافر تحت الاسم التجاري ريجونول Regonol وجرافيتور Gravitor لصالح شركة SUN Pharma